# Carex toreadora
Carex toreadora är en halvgräsart som beskrevs av Julian Alfred Steyermark. Carex toreadora ingår i släktet starrar, och familjen halvgräs. IUCN kategoriserar arten globalt som starkt hotad. Inga underarter finns listade i Catalogue of Life.